# Majesty: The Fantasy Kingdom Sim
Majesty: The Fantasy Kingdom Sim — стратегия в реальном времени, непрямого действия, разработанная Cyberlore Studios и выпущенная MicroProse для Microsoft Windows в марте 2000 года. MacPlay выпустила порт для Mac OS в декабре 2000 года. Infogrames издала дополнение Majesty: The Northern Expansion для Windows в марте 2001 года и Majesty Gold Edition, сборник для Windows включающий Majesty и The Northern Expansion, в январе 2002 года. Linux Game Publishing выпустила порт для Linux Majesty Gold Edition в апреле 2003 года.

## Обзор
Строительство базы не отличается от других RTS того времени, но юниты являются автономными единицами — что характерно, как правило сим играм — и обладают атрибутами, присущими RPG. Majesty содержит девятнадцать одиночных сценариев, но никакой общей сюжетной линии. The Northern Expansion добавляет новые способности юнитов, строения, новых монстров и двенадцать сценариев для одиночной игры. Свободная игра также доступна.

## Геймплей
Действие игры Majesty происходит в стране Ардания, в фэнтезийном сеттинге. Игрок — суверен Ардании. Геймплей включает в себя строительство и наём героев для создания устойчивого королевства и выполнения целей сценария. Первым и главным зданием является дворец. Если он разрушен, игра считается проигранной (хотя в дополнении были введены Аванпосты (Outpost), которые выполняют роль «резервного» дворца).
Герои (воины-люди в игре, кроме дворцовой стражи и караульных) живут собственной жизнью. Приказы не отдаются героям напрямую; игрок имеет возможность лишь предложить награду (вывешивается флаг атаки или флаг разведки) за голову врага или за исследование местности. Если награда будет достаточно большой, герои начнут выполнять поручение. Причём даже вражеский герой может польститься огромной наградой. Вдобавок ко всему герои имеют различные потребности: выпивка в таверне, походы на рынок, сражение на турнирах и так далее и тому подобное. В самых разнообразных заведениях герои тратят заработанные деньги; сборщик налогов затем забирает их и относит во дворец (или аванпост); если сборщика убьёт монстр, то он присвоит себе большую часть денег; затем убивший монстра герой забирает их себе. Таков круговорот денег в игре. Уровень героя повышается по стандартной системе. Для возведения зданий требуется только золото. Хранится оно в главной сокровищнице, расположенной во дворце (или аванпосте).
Каждый сценарий (или квест) имеет уникальную карту. Даже если игрок начнёт один и тот же квест заново, то получит карту, которая сохранит общий ландшафт, но будет полностью иной. В начале игры карта не исследована и покрыта туманом, но если единожды разведать территорию, то на протяжении всей игры можно будет видеть всё происходящее на ней.

## Оценки
| Сводный рейтинг       | Сводный рейтинг |
| Агрегатор             | Оценка          |
| --------------------- | --------------- |
| GameRankings          | 75,81 %         |
| Иноязычные издания    |                 |
| Издание               | Оценка          |
| CGM                   | [ 5 ]           |
| CGW                   | [ 6 ]           |
| GameSpot              | 8,8/10          |
| Next Generation       | [ 8 ]           |
| PC Gamer (US)         | 82%             |
| PC Zone               | 5/10            |
| Русскоязычные издания |                 |
| Издание               | Оценка          |
| Absolute Games        | 85%             |
| Game.EXE              | 4,5/5           |
| «Игромания»           | 8,8/10          |
| «НИМ»                 | 8,9/10 5,6/10   |
| «Страна игр»          | 7,5/10          |

Majesty в основном была тепло принята прессой, многие обзоры позитивно комментируют её уникальное сочетание жанров.

## Majesty 2
Cyberlore Studios планировала выпустить сиквел — Majesty Legends, но эти планы не осуществились. Причиной по словам разработчиков послужило отсутствие издателя. В июле 2007 года Paradox Interactive приобрела интеллектуальные права на Majesty и 18 сентября 2009 года выпустила продолжения игровой серии — Majesty 2: The Fantasy Kingdom Sim, которое разработала российская компания 1C:Ino-Co.

## Мобильная версия
Мобильная Majesty: The Fantasy Kingdom Sim была опубликована 20 января 2011 года разработчиком и издателем HeroCraft. Эта версия предназначалась для устройств на BlackBerry Playbook, iOS, Android, Bada и последних на тот момент устройств на Symbian. Игра также доступна для устройств на Windows Phone в Microsoft Store. Позже была выпущена и версия Majesty: Northern Expansion.